# Királyegyháza
Királyegyháza je selo u južnoj Mađarskoj.
Zauzima površinu od 22,86 km četvornih.

## Zemljopisni položaj
Nalazi se na 46° sjeverne zemljopisne širine i 17° 58' istočne zemljopisne dužine. Kotarsko sjedište Selurinac je 2,5 km sjeveroistočno, Senta je 3 km sjeverno, Kacsóta je 2,5 km sjeverozapadno, Sedijanaš je 2 km zapadno, Gredara je 3 km istočno, Natfara je 2 km južno, Sumony je 3,2 km jugozapadno, Magyarmecske je 3,5 km južno, Magyartelek  je 4 km jugoistočno, Kisasszonyfa je 4 km jugoistočno, Tišnja je 6,5 km jugoistočno, a Szabadszentkirály je 4 km istočno.
Pruža se u smjeru jugozapad - sjeveroistok.

## Upravna organizacija
Upravno pripada Selurinačkoj mikroregiji u Baranjskoj županiji. Poštanski broj je 7953. 

## Promet
Nalazi se uz željezničku prometnicu Selurinac-Šeljin, koja obilazi selo s južne i istočne strane. Južno od sela su dvije željezničke postaje.

## Stanovništvo
Királyegyháza ima 1048 stanovnika (2001.). Stanovnici su uglavnom Mađari, svi ostali su ispod 1%: Romi, Hrvati i Rumunji.

## Vanjske poveznice
- (mađ.) Királyegyháza Önkormányzatának honlapja  Arhivirana inačica izvorne stranice od 11. lipnja 2004. (Wayback Machine)
- Királyegyháza na fallingrain.com